# Janelle Corlass-Brown
Janelle Corlass-Brown (Melbourne, Victoria, 5 de octubre de 1989) es una exactriz y excantante australiana, conocida por haber interpretado a Ashley Taylor en las dos primeras temporadas de la serie de televisión El club de la herradura. Actualmente está retirada de la actuación, y es psicóloga.

## Biografía
Desde temprana edad, Corlass-Brown mostró interés por las artes escénicas, comenzando a bailar a los tres años.
Comenzó su carrera entre 2001 y 2003, cuando interpretó a Ashley Taylor en la serie de televisión El club de la herradura. Además de su actuación, contribuyó a la banda sonora de la serie, participando en canciones como "Here I Am" y "Hey Hey What You Say". Junto a su compañera de reparto Jessica Jacobs, con quien entabló una estrecha amistad, lanzó el sencillo "Trouble", y colaboró en otros proyectos musicales relacionados con la serie.
Tras su retiro de la actuación en 2007, Corlass-Brown se enfocó en su educación, graduándose de la Australian Catholic University. Actualmente, ejerce como psicóloga en el centro iPsychology en Melbourne, Victoria, Australia.

## Filmografía

### Televisión
- El club de la herradura (2001-2003) – Ashley Taylor
- Kick (2007) – Jody[8]

## Discografía
- Sencillo "Trouble", junto a Jessica Jacobs (2003).
- Participación en la banda sonora de El club de la herradura, incluyendo canciones como "Here I Am" y "Hey Hey What You Say".